# لويس مارتينيز (لاعب كرة قاعدة)
لويس مارتينيز (بالإنجليزية: Luis Martinez)‏ هو لاعب كرة قاعدة أمريكي، ولد في 3 أبريل 1985 في ميامي في الولايات المتحدة.

## وصلات خارجية
- لويس مارتينيز على موقع دوري كرة القاعدة الرئيسي (الإنجليزية)
- لويس مارتينيز على موقعبيزبول رفرنس.كوم (الدوري الرئيسي) (الإنجليزية)
- لويس مارتينيز على موقعبيزبول رفرنس.كوم (الدوري الثانوي) (الإنجليزية)
- لويس مارتينيز على موقع إي إس بي إن.كوم (أم.أل.بي) (الإنجليزية)
- لويس مارتينيز على موقع مشجعي الرسوم البيانية (الإنجليزية)